# Aubry-en-Exmes
Aubry-en-Exmes település Franciaországban, Orne megyében. Lakosainak száma 323 fő (2018. január 1.). Aubry-en-Exmes Le Bourg-Saint-Léonard, Chambois, Fel, Saint-Lambert-sur-Dive, Silly-en-Gouffern és Tournai-sur-Dive községekkel határos.

## Népesség
A település népességének változása:
| Lakosok száma | 309  | 309  | 320  | 323  |
|               | 2013 | 2015 | 2017 | 2018 |